# Сен-Марсьяль-Антрег
Сен-Марсья́ль-Антре́г (фр. Saint-Martial-Entraygues, окс. Sent Marçau d'Entre Aigas) — коммуна во Франции, находится в регионе Лимузен. Департамент — Коррез. Входит в состав кантона Аржанта. Округ коммуны — Тюль.
Код INSEE коммуны — 19221.
Коммуна расположена приблизительно в 420 км к югу от Парижа, в 100 км юго-восточнее Лиможа, в 23 км к юго-востоку от Тюля.

## Население
Население коммуны на 2008 год составляло 87 человек.
| 1962 | 1968 | 1975 | 1982 | 1990 | 1999 | 2008 |
| ---- | ---- | ---- | ---- | ---- | ---- | ---- |
| 80   | 94   | 76   | 103  | 98   | 87   | 87   |

## Экономика
В 2007 году среди 58 человек в трудоспособном возрасте (15-64 лет) 37 были экономически активными, 21 — неактивными (показатель активности — 63,8 %, в 1999 году было 61,9 %). Из 37 активных работали 33 человека (21 мужчина и 12 женщин), безработных было 4 (4 мужчины и 0 женщин). Среди 21 неактивных 3 человека были учениками или студентами, 10 — пенсионерами, 8 были неактивными по другим причинам.

## Достопримечательности
- Церковь Сен-Марсьяль (XIII—XIV века). Памятник истории с 1927 года[3]

## Фотогалерея

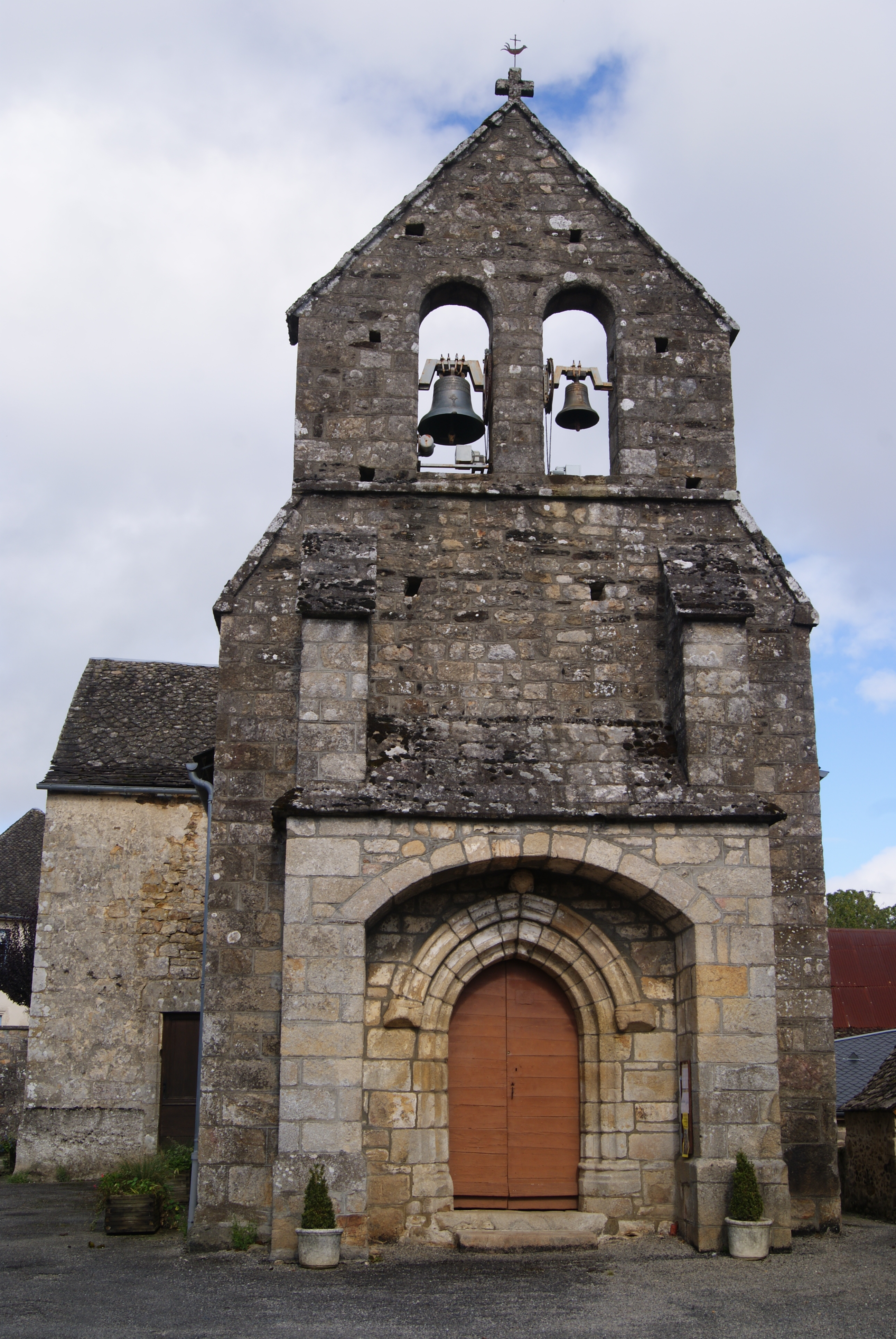
Церковь Сен-Марсьяль
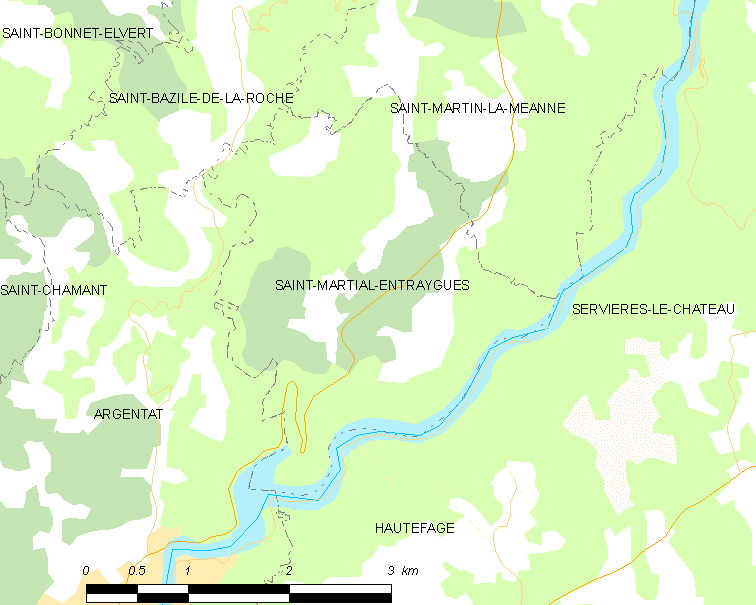
Карта коммуны